# Columna Clairac
La Columna Clairac fue una unidad que luchó en la batalla por Madrid a finales de 1936 durante la guerra civil española, al mando del teniente coronel Clairac

## Historial
La primera noticia que se tiene de esta unidad es el 1 de noviembre de 1936, estando de guarnición en Madrid bajo el mando del teniente coronel Clairac. La columna estaba inicialmente constituida por tropas regulares de los regimientos 1,2 y 4.
En la noche del 6 al 7 de noviembre de 1936, apareciendo desplegada en la zona de la Casa de Campo, defendiendo la carretera de Pozuelo a Carabanchel entre el cruce de la carretera Pozuelo-Humera y la carretera de Extremadura.Estaba formada por 1050 soldados, y se le asignará luego un batallón de milicias de 500 hombres, seguramente el que llevaba el nombre de Mangada.
El día 8 de noviembre, ante la presión de las tropas rebeldes, se retira hacia el este
El día 9 de noviembre aparece defendiendo la zona que hay en torno a la Puerta del Rey de la Casa de Campo y el puente del Rey sobre el río Manzanares. En estos momentos formaban la columna unos 1359 soldados.
El día 10 de noviembre, Etelvino Vega se hace cargo de la columna, al quedar herido o privado del mando Clairac.
El día 11 de noviembre la columna pasa a formar parte de las tropas de Francisco Galán, participando en un contraataque sobre la Casa de Campo el día 13, que fracasó.
A partir de esa fecha, no se tienen más noticias de la columna.